# Počítky
Počítky är en ort i Tjeckien.   Den ligger i regionen Vysočina, i den centrala delen av landet, 120 km sydost om huvudstaden Prag. Počítky ligger 603 meter över havet och antalet invånare är 191.
Terrängen runt Počítky är platt åt sydväst, men åt nordost är den kuperad. Runt Počítky är det ganska tätbefolkat, med 160 invånare per kvadratkilometer. Närmaste större samhälle är Žďár nad Sázavou Druhy, 2,9 km väster om Počítky. Omgivningarna runt Počítky är en mosaik av jordbruksmark och naturlig växtlighet.